# Зосима Панополитанский
Зосима Панополитанский (также — Зосим из Панополя, Зосима Панополит, Зосим Панопольский, Зосим Алхимик, греч. Ζώσιμος ὁ Πανοπολίτης, лат. Zosimus Alchemista, также — Rosinus или Rubinus Alchemista) — греко-египетский алхимик и гностик римской эпохи, живший примерно в 350 — 420 годы, и трудившийся в Александрии. 
Сведения о жизни Зосима отрывочны. Он родился в городе Панополе (ныне Ахмим) в Верхнем Египте. По происхождению Зосима, скорее всего, был египтянином, или греком. Рафаэль Патай, однако, предположил, что Зосима происходил из александрийских халдеев.
По-видимому, Зосима был близок к гностическому христианству. 

## Сочинения
Сохранилось 28 неполных и искажённых книг Зосимы. Одно из главных его достижений — выражение идеи о двух принципах первоматерии на различных уровнях, проговаривание одного и того же разными «логосами».
Зосима считается одним из основателей алхимии. Так в его сочинениях описаны некоторые практические приемы: «фиксация», или затвердение, Hg — вероятно, изготовление ртутных амальгам, «тетрасомата»; изложены приёмы имитаций Au и Ag. Зосимом высказана идея о философском камне — гипотетическом веществе, способном превращать неблагородные металлы в совершенные — золото и серебро. Зосим описал ряд алхимических приборов, процесс образования ацетата свинца и указал на его сладкий вкус.
Зосима по-видимому, одним из первых упоминает название «химия» в понимании «священного тайного искусства» (некоторые авторы считают, что это название в рукописи сочинения Зосимы является позднейшей вставкой). Зосима излагает легенду, будто бы это искусство было передано людям падшими ангелами, которые после изгнания Адама и Евы из рая сходились с дочерями человеческими и, в награду за их любовь, сообщали им приёмы «тайного искусства». .